# Praça de Nove de Abril
A Praça de Nove de Abril — popularmente conhecida como Arca d'Água — é uma praça na freguesia de Paranhos da cidade do Porto, em Portugal. No centro desta praça está o Jardim de Arca d'Água.

## Origem do nome
O nome "Nove de Abril" deve-se à Batalha de La Lys que as tropas portuguesas enfrentaram nesse dia de 1918, durante a I Guerra Mundial, na Flandres.

## História
Quando ainda não havia abastecimento domiciliário, a população do Porto abastecia-se de água em fontes e chafarizes cuja água provinha de vários mananciais, dos quais o mais importante, devido à excelente qualidade e pureza da água e ao "seu copioso caudal", era o da Arca de Água (ou Arca das Três Fontes, por serem três as nascentes de onde a água brotava).
Com o crescimento contínuo da população, os numerosos chafarizes e fontes foram-se tornando insuficientes para o abastecimento da cidade. Tal facto é referido numa petição de moradores da cidade intra-muros ao rei D. Sebastião, onde era solicitada autorização para trazer água do manancial de Paranhos, para o abastecimento da cidade, oferecendo mil ducados de ajuda para a sua encanação. No entanto, só em 20 de Novembro de 1597, já no tempo de Filipe II de Espanha, foi dada autorização para a obra que só ficou concluída por volta de 1607.
A nascente estava, tal como actualmente, situada no subsolo do Largo da Arca d'Água, local que nessa altura correspondia aos arredores da cidade. A água seguia por um aqueduto de pedra e alimentava várias fontes ao longo do seu percurso. Só em 1884, deixou de ser a principal fonte de abastecimento da cidade, quando foram finalizadas as obras de abastecimento domiciliário de água do Porto, que iam captar a água no rio Sousa através da Central de Captação e Elevação do Sousa.
Os subterrâneos, que podem ser visitados, partem do Jardim de Arca d'Água, perto da Via de Cintura Interna, atravessando a Rua da Constituição e a Rua da Boavista, terminando na Praça dos Leões.

## Pontos de interesse
- Jardim de Arca d'Água, no centro da praça.
- Balleteatro, centro de artes performativas criado em 1983, localizado no lado sul da praça.
- Universidade Fernando Pessoa, instituição de ensino superior fundada em 1996, localizada no lado norte da praça.

## Acessos
- Estação Pólo Universitário (650 m para NE)
- Linhas: 304, 600 e 704 dos STCP.

## Ver ambém
Jardim de Arca d'Água